# Folyó

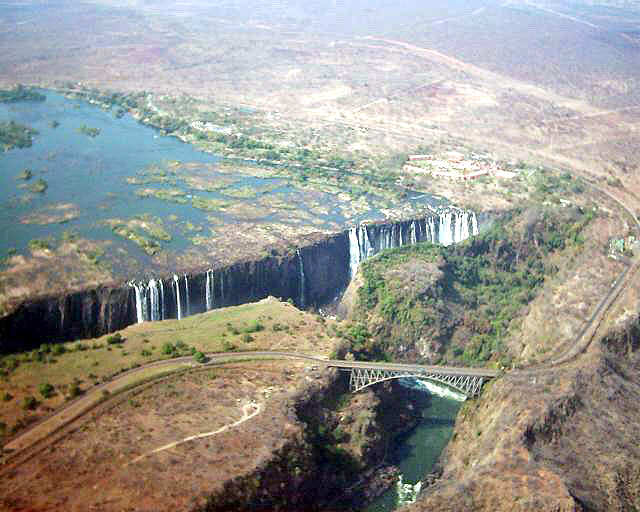
A Zambézi folyó és a Viktória-vízesés (Zambia/Zimbabwe, Afrika)

A folyó egy természetes, nagy térfogatú víztömeget jelent a szárazföldek belsejében, ami az állóvizekkel ellentétben állandó mozgásban van.
A folyók egy forrásból vagy egy tóból erednek és egy másik folyóba, vagy valamely tóba, tengerbe, óceánba ömlenek. Vizük a gravitáció hatására a magasabb területekről az alacsonyabbak felé folyik.
A Föld folyóvizeiben összesen 1230 km³ víz mozog, ami a földi hidroszféra össztömegének mindössze 0,0001%-a (azaz 1 ppm része).
A legbővizűbb folyó az Amazonas.

## Fogalmak
A víz mozgási iránya a folyásirány. A folyásirányba nézve bal kéz felől a folyó bal partja, jobb kéz felől pedig a jobb partja van.
A folyó medre víz alatt található mélyedés a földben, amelyet víz által szállított hordalék (homok, kavics) borít.
A vízhozam a keresztmetszeten egy másodperc alatt áthaladó vízmennyiség.
A legkisebb folyóvizeket ér, csermely, patak, a legnagyobbakat folyam néven szokták megkülönböztetni. A különböző elnevezések között nincs éles határ, számos szerző akkor nevez folyamnak valamilyen vízfolyást, ha az hajózható. A magyar természetföldrajz beosztása szerint a folyó hossza 100–1000 km, vízgyűjtő területe 1000–150 000 km² – ez alatt patak, e fölött folyam.
Egy-egy folyónak rendszerint több forrása van. Amikor egy kisebb folyó egy nagyobba torkollik, előbbit mellék-, utóbbit főfolyónak nevezzük. Az egymással egyesülő folyók, patakok, egyéb vízfolyások együttes neve a vízrendszer.

## A világ tíz leghosszabb folyója

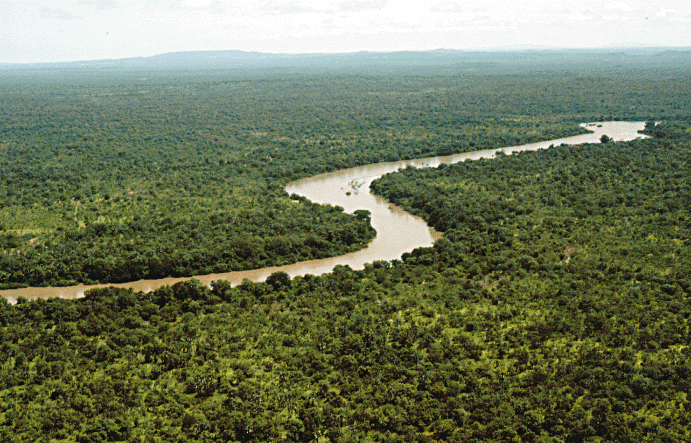
A Gambia folyó

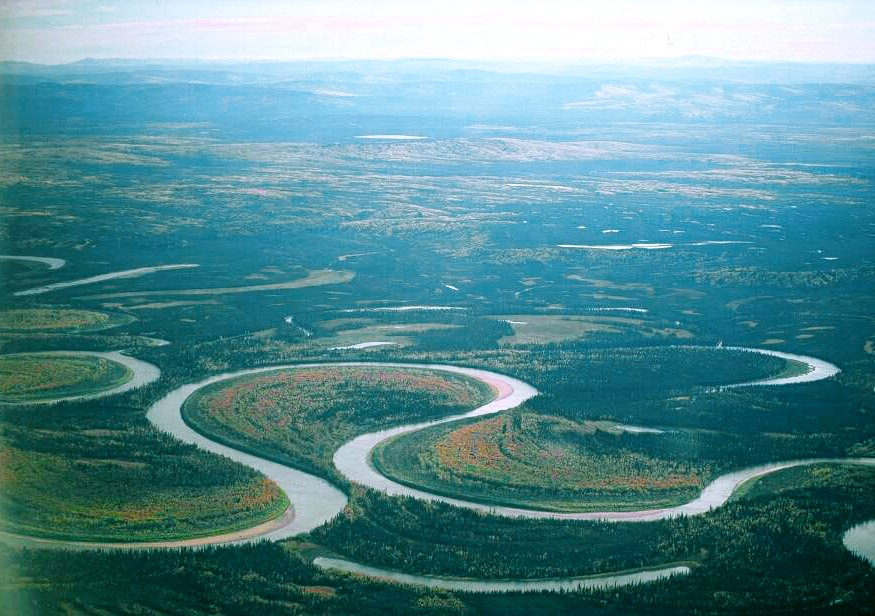
Nowitna folyó, Alaszka

A folyók valódi hosszúságát nehéz meghatározni, nem dönthetjük el pontosan, hogy hol is van az eleje, és sokszor a végét sem lehet pontosan meghatározni. Ugyanis gyakran előfordul, hogy egy folyó egy tóba, mocsárba, vagy egy másik folyóba ömlik. Az alábbi táblázatban szereplő adatok hozzávetőlegesek.
| #  | Folyó neve                | Hosszúság (km) | Vízgyűjtő terület (km²) | Ország                                                              |
| -- | ------------------------- | -------------- | ----------------------- | ------------------------------------------------------------------- |
| 1  | Nílus–Kagera              | 6 853          | 3 349 000               | Burundi, Ruanda, Tanzánia, Uganda, Dél-Szudán, Szudán, Egyiptom     |
| 2  | Amazonas–Ucayali–Apurímac | 6 518          | 6 923 000               | Peru, Kolumbia, Brazília                                            |
| 3  | Jangce                    | 6 300          | 1 808 500               | Kína                                                                |
| 4  | Mississippi–Missouri      | 6 212          | 3 248 000               | USA                                                                 |
| 5  | Ob–Irtis                  | 5 410          | 2 990 000               | Kína, Kazahsztán, Oroszország                                       |
| 6  | Jenyiszej–Angara–Szelenga | 5 115          | 2 580 000               | Mongólia, Oroszország                                               |
| 7  | Kongó–Luapula             | 4 700          | 3 687 000               | Zambia, Kongói Demokratikus Köztársaság, Kongói Köztársaság, Angola |
| 8  | Sárga-folyó               | 4 667          | 745 000                 | Kína                                                                |
| 9  | La Plata–Paraná-Paranaiba | 4 498          | 3 104 000               | Brazília, Paraguay, Argentína, Uruguay                              |
| 10 | Léna                      | 4 472          | 2 490 000               | Oroszország                                                         |

## Vízhozam
A vízhozam valamely vízfolyás kijelölt meder-keresztszelvényén (vízrajzi állomásnál) meghatározott időegység alatt átfolyó vízmennyiség.
Jelölése: Q. Jellemző mértékegységei: l/s, m3/s, km3/év.
A középvízhozam (jelölése: KÖQ) a szabályos gyakoriságú vízhozam adatok számtani középértéke egy meghatározott, akár több éves időszakon belül.